# Eupithecia tshimganica
Eupithecia tshimganica is een vlinder uit de familie van de spanners (Geometridae). De wetenschappelijke naam van de soort is voor het eerst geldig gepubliceerd in 1988 door Viidalepp.
De soort komt voor Afghanistan, Oezbekistan en Tadzjikistan.